# The John Franklin Letters
The John Franklin Letters ist ein 1959 anonym veröffentlichter Briefroman, der Dr. William L. Pierce zur Abfassung des Romans The Turner Diaries (deutsch Die Turner-Tagebücher (1978)) inspirierte, der wiederum die Vorlage für mehrere US-amerikanische Massaker gewesen sein könnte.

## Inhalt
Der Protagonist John Semmes Franklin richtet in den Jahren 1972 bis 1974 – also in der Zukunft – mehrere Briefe an seinen 93-jährigen Onkel. In ihnen erzählt er, wie die Macht in Amerika, die in den Händen der Bürokraten lag, von den Rangers gewaltsam zurückerobert wird, die sich gegen staatliche Unterdrückung und Reglementismus zur Wehr setzen.

## Wirkgeschichte
Der Roman selbst hat keinerlei nennenswerte Beachtung gefunden, seine Bedeutung besteht lediglich darin, Pierce – nach dessen eigener Aussage – zur Abfassung seines Romans Die Turner-Tagebücher (1978) inspiriert und ihm das Medium der fiktiven Dokumentation nahegelegt zu haben, um dem Leser eine politische Botschaft zu vermitteln. Die Turner-Tagebücher haben möglicherweise die Vorlage für Timothy McVeighs und Bob Mathews’ Gewalttaten geliefert.

## Autorschaft
Der anonyme Verfasser der John Franklin Letters ist vermutlich Dr. Revilo P. Oliver, der Pierce 1974 auf den Roman aufmerksam machte. Den John Franklin Letters ist ein Vorwort eines Harley Ogdon vorangestellt, der Professor für Amerikanische Geschichte an der Universität von Illinois sei, derselben Einrichtung, an der Oliver als Professor für Klassische Philologie lehrte.